# Tôn Thất Lập
Nhạc sĩ Tôn Thất Lập (25 tháng 2 năm 1942 – 26 tháng 7 năm 2023) với các bút danh khác là Trần Nhật Nam, Lê Nguyên, Nguyễn Xuân Tân, là Phó Chủ tịch Hội Âm nhạc Thành phố Hồ Chí Minh, Phó Chủ tịch Hội nhạc sĩ Việt Nam và là Tổng Biên tập tạp chí Âm nhạc Việt Nam.
Trong chiến tranh Việt Nam, Tôn Thất Lập hoạt động trong phong trào âm nhạc Hát cho đồng bào tôi nghe, ông đã sáng tác các ca khúc và hợp xướng như: "Hát cho dân tôi nghe", "Dậy mà đi" (phổ thơ Tố Hữu), "Xuống đường" (viết chung với nhạc sĩ Lưu Hữu Phước), "Hát trong tù", "Lúa reo trên khắp đồng bằng"... đã được hát trong phong tranh đấu của học sinh, sinh viên miền Nam. Sau đó, ông ra Bắc học tại Nhạc viện Hà Nội rồi quay vào Nam làm công tác văn hóa của Chính phủ Cách mạng Lâm thời Cộng hòa Miền Nam Việt Nam.
Kết thúc chiến tranh, ông công tác tại Sở Văn hoá–Thông tin Thành phố Hồ Chí Minh. Nhiều ca khúc ông sáng tác trong thời kỳ này đã được đông đảo quần chúng mến mộ: "Tình ca mùa xuân", "Tình ca tuổi trẻ", "Trị An âm vang mùa xuân", "Mưa thì thầm", "Oẳn tù tì", "Cô bé dễ thương", "Tình yêu mãi mãi",...